# Ljungby
Ljungby este un oraș în Suedia.

## Demografie
| \| Evoluția demografică a zonei urbane Ljungby, 1970–2015 \| Evoluția demografică a zonei urbane Ljungby, 1970–2015 \| Evoluția demografică a zonei urbane Ljungby, 1970–2015 \| Evoluția demografică a zonei urbane Ljungby, 1970–2015 \| Evoluția demografică a zonei urbane Ljungby, 1970–2015 \| \| --------------------------------------------------------------------------------------- \| ------------------------------------------------------ \| ------------------------------------------------------ \| ------------------------------------------------------ \| ------------------------------------------------------ \| \| An \| \| \| Locuitori \| \| \| 1970 \| 1970 \| \| 12.596 \| 12.596 \| \| 1975 \| 1975 \| \| 12.969 \| 12.969 \| \| 1980 \| 1980 \| \| 13.667 \| 13.667 \| \| 1990 \| 1990 \| \| 14.192 \| 14.192 \| \| 1995 \| 1995 \| \| 14.480 \| 14.480 \| \| 2000 \| 2000 \| \| 14.485 \| 14.485 \| \| 2005 \| 2005 \| \| 14.833 \| 14.833 \| \| 2010 \| 2010 \| \| 15.205 \| 15.205 \| \| 2015 \| 2015 \| \| 15.785 \| 15.785 \| \| Sursa: SCB - Statistika Centralbyrån, Folkmängden per tätort. Vart femte år 1960 - 2016 \| \| \| \| \| |      |  |           |        |
| Evoluția demografică a zonei urbane Ljungby, 1970–2015 |      |  |           |        |
| An |      |  | Locuitori |        |
| 1970 | 1970 |  | 12.596    | 12.596 |
| 1975 | 1975 |  | 12.969    | 12.969 |
| 1980 | 1980 |  | 13.667    | 13.667 |
| 1990 | 1990 |  | 14.192    | 14.192 |
| 1995 | 1995 |  | 14.480    | 14.480 |
| 2000 | 2000 |  | 14.485    | 14.485 |
| 2005 | 2005 |  | 14.833    | 14.833 |
| 2010 | 2010 |  | 15.205    | 15.205 |
| 2015 | 2015 |  | 15.785    | 15.785 |
| Sursa: SCB - Statistika Centralbyrån, Folkmängden per tätort. Vart femte år 1960 - 2016 |      |  |           |        |